# Хоря (Алба)
Хоря (рум. Horea) — село у повіті Алба в Румунії. Адміністративний центр комуни Хоря.
Село розташоване на відстані 336 км на північний захід від Бухареста, 67 км на північний захід від Алба-Юлії, 58 км на південний захід від Клуж-Напоки.

## Населення
За даними перепису населення 2002 року у селі проживали 344 особи.
Національний склад населення села:
| Національність | Кількість осіб | Відсоток |
| -------------- | -------------- | -------- |
| румуни         | 325            | 94,5%    |
| цигани         | 19             | 5,5%     |

Рідною мовою назвали:
| Мова      | Кількість осіб | Відсоток |
| --------- | -------------- | -------- |
| румунська | 325            | 94,5%    |
| циганська | 19             | 5,5%     |